# Slaget om Guadalcanal
Slaget om Guadalcanal, også kaldet felttoget på Guadalcanal, som de Vestallierede havde givet kodenavnet Operation Watchtower, var et felttog, som udkæmpedes mellem den 7. august 1942 og 9. februar 1943 på og omkring øen Guadalcanal i Stillehavskrigen under 2. verdenskrig. Det var den første store offensiv fra Vestallierede styrker mod Kejserriget Japan.
Den 7. august 1942 gik allierede styrker – fortrinsvis amerikanske – i land på Guadalcanal, Tulagi og Floridaøerne i de sydlige af Salomonøerne med det formål at forhindre, at øerne blev anvendt til baser af japanerne, hvorfra de kunne true forsyningslinjerne mellem USA, Australien og New Zealand. De allierede ville også bruge Guadalcanal og Tulagi som udgangspunkt for et senere felttog, som kunne erobre eller neutralisere den store japanske base i Rabaul på New Britain. De allierede løb de undertallige japanere, som havde besat øerne siden maj 1942, over ende og erobrede Tulagi, Florida og flyvepladsen (som senere fik navnet Henderson Field), der var under bygning på Guadalcanal. Stærke amerikanske flådestyrker støttede landsætningerne.
Overraskede over den allierede offensiv gjorde japanerne flere forsøg i perioden mellem august og november 1942 på at generobre Henderson Field. Tre store landslag, 7 store søslag (fem om natten mellem overfladeskibe og to slag mellem hangarskibe) og næsten daglige kampe i luften kulminerede med det afgørende søslag ved Guadalcanal i begyndelsen af november 1942, hvor det sidste japanske forsøg på at bombardere Henderson Field fra havet og landsætte tilstrækkelig mange tropper til at kunne generobre den blev slået tilbage. I december 1942 opgav japanerne nye forsøg på at generobre Guadalcanal, og i Operation Ke evakuerede japanerne deres tilbageværende tropper frem til 7. februar 1943 og overlod den til de allierede.
Slaget om Guadalcanal var en betydningsfuld strategisk sejr for de allierede styrker over japanerne i Stillehavet. De japanske erobringer havde nået deres største udstrækning i Stillehavet, og Guadalcanal var vendepunktet, hvor de allierede skiftede fra defensive operationer til strategiske offensiver – herunder Felttoget på Salomonøerne, Felttoget på Ny Guinea og felttogene i det centrale Stillehav, som førte til Japans endelige nederlag under 2. verdenskrig.

## Baggrund

### Strategiske overvejelser
Den 7. december 1941 angreb japanske styrker den amerikanske stillehavsflåde i Pearl Harbor på Hawaii. Angrebet lammede de fleste af de amerikanske slagskibe, endnu inden der formelt var erklæret krig mellem de to lande. De oprindelige mål for de japanske ledere var at neutralisere den amerikanske flåde, erobre områder med rige naturrigdomme og etablere strategiske baser, som kunne forsvare det japanske kejserrige i Stillehavet og Asien. For at opnå disse mål erobrede japanske styrker Filippinerne, Thailand, Malaya, Singapore, Burma, Hollandsk Ostindien, Wake Island, Gilbert-øerne, New Britain og Guam. I krigen mod Japan fik USA i første række støtte fra de øvrige vestallierede, hvoraf flere, heriblandt Storbritannien, Australien og Holland også var blevet angrebet af Japan.
To forsøg fra japanerne på at fortsætte deres strategiske initiativ og styrke deres ydre forsvarsring i den sydlige og centrale del af Stillehavet, hvor de kunne true Australien og Hawaii eller den amerikanske vestkyst blev forpurret i søslagene i Koralhavet og ved Midway. Slaget i Koralhavet endte taktisk uafgjort, men viste sig senere at være en strategisk sejr for de allierede. Midway var ikke blot de vestallieredes første store sejr over japanerne, den betød en væsentlig reduktion af japanernes offensive muligheder med deres hangarskibe, men den ændrede ikke på japanernes offensive indstilling, og i mange måneder begik de en række fejltagelser ved at træffe forhastede beslutninger såsom forsøget på at angribe Port Moresby ad Kokoda sporet. Indtil da havde de allierede været i defensiven i Stillehavet, men disse strategiske sejre gav dem mulighed for at overtage initiativet fra japanerne.
De allierede valgte Salomonøerne, som var et britisk protektorat, og nærmere bestemt de sydlige øer Guadalcanal, Tulagi og Floridaøerne som deres første mål. Kejserriget Japans flåde havde besat Tulagi i maj 1942 og havde bygget en base for flyvebåde ved øen. De allieredes bekymring voksede, da den japanske flåde i begyndelsen af juli 1942 begyndte at bygge en stor flyveplads ved Lunga Point på den nærliggende Guadalcanal. Fra denne flyveplads ville langtrækkende japanske bombefly kunne true søvejen mellem den amerikanske vestkyst og østkysten af Australien. I august 1942 var der omkring 900 japanske marinesoldater på Tulagi og de omkringliggende øer og 2.800 mand (hvoraf 2.200 var koreanske tvangsarbejdere og japanske specialister) på Guadalcanal. Disse baser kunne beskytte Japans store base i Rabaul, true de amerikanske forsyningslinjer og fungere som opmarchområde for en offensiv mod Fiji, Ny Kaledonien og Samoa (Operation FS). Japanerne planlagde at stationere 45 jagerfly og 60 bombefly på Guadalcanal. I den overordnede strategi for 1942 kunne disse fly give luftdækning for japanske flådestyrker, som trængte længere ind i det sydlige Stillehav.
Den allierede plan om, at invadere de sydlige Salomonøer var udtænkt af den amerikanske admiral Ernest King, der var øverstkommanderende for den amerikanske flåde. Han foreslog offensiven for at forhindre, at japanerne kunne bruge øerne til baser, der kunne true forsyningsruterne mellem USA og Australien og for at kunne bruge dem som udgangspunkter. Med præsident Franklin D. Roosevelts stiltiende godkendelse talte King også for en invasion af Guadalcanal. Da USA var enig med Storbritannien om Europa først-strategien, som gik ud på at besejre Tyskland før Japan, var det begrænset, hvor store styrker og hvor meget materiel der kunne sendes til Stillehavet. Den øverstkommanderende for den amerikanske hær general George C. Marshall var modstander af Kings foreslåede felttog og spurgte, hvem der skulle lede operationen. King svarede, at flåden og marinekorpset selv ville gennemføre operationen og gav admiral Chester Nimitz ordre til at fortsætte med den foreløbige planlægning. Til sidst vandt King diskussionen med Marshall, og invasionen blev gennemført med støtte fra Combined Joint Chiefs og Staff (CJCS).
Stabscheferne opstillede følgende mål for 1942-43 i Stillehavet: at Guadalcanal skulle erobres i sammenhæng med en allieret offensiv på Ny Guinea under Douglas MacArthur, samt at Admiralitetsøerne og Bismarckarkipelaget, herunder den store japanske base i Rabaul skulle erobres. Direktivet angav, at det endelige mål var generobring af Filippinerne.
De amerikanske Joint Chiefs of Staff dannede et operationsområde for det sydlige Stillehav, med viceadmiral Robert L. Ghormley som øverstkommanderende, fra den 19. juni 1942 til at styre offensiven i Salomonøerne. Admiral Chester Nimitz, som havde base i Pearl Harbor, blev udnævnt til allieret øverstkommanderende i Stillehavet.

### Ekspeditionsstyrke
Som forberedelse til offensiven i Stillehavet fik generalmajor i marinekorpset generalmajor Alexander Vandegrift i maj 1942 ordre til at overføre sin 1. marinedivision fra USA til New Zealand. Andre allierede land-, flåde- og flystyrker blev sendt af sted for at etablere eller forstærke baser på Fiji, Samoa, Ny Hebriderne og Ny Kaledonien. Espiritu Santo på Ny Hebriderne blev valgt som hovedkvarter og hovedbase for offensiven, som fik kodenavnet Operation Watchtower, og var planlagt til at starte den 7. august 1942.
I begyndelsen var det kun meningen, at den allierede offensiv skulle omfatte Tulagi og Santa Cruz-øerne og springe over Guadalcanal. Efter at allierede rekognosceringsmaskiner opdagede bygningen af den japanske flyveplads på Guadalcanal, blev erobringen af den tilføjet til planen, og Santa Cruz operationen blev (til sidst) opgivet. Japanerne havde aflyttet den allierede radiotrafik, og var klar over at en storstilet overførsel af allierede styrker fandt sted i det sydlige Stillehav, men konkluderede, at de allierede var i færd med at forstærke Australien og muligvis Port Moresby på Ny Guinea.
Watchtower-styrken, som omfattede 75 krigsskibe og transportskibe, samledes ved Fiji den 26. juli 1942 og gennemførte en landgangsøvelse, inden de afsejlede mod Guadalcanal den 31. juli. Chefen for den allierede ekspeditionsstyrke var den amerikanske viceadmiral Frank Fletcher (med stander på hangarskibet USS Saratoga. Den øverstkommanderende for amfibiestyrken var den amerikanske kontreadmiral Richmond K. Turner. Vandegrift havde kommandoen over de 16.000 allierede tropper, der var øremærket til landsætningerne.
De tropper, som blev sendt til Guadalcanal, var netop færdige med deres militære træning og var udstyret med gamle rifler og blot 10 dages forsyninger af ammunition. På grund af, at det hastede med at få dem indsat, havde operationsplanlæggerne reduceret forsyningerne fra 90 dage til blot 60 dage. Tropperne i 1. marinedivision begyndte at omtale det kommende slag som "Operation Shoestring" (kan oversættes med: "Operation Smalhals").

## Landsætninger
Dårligt vejr betød, at den allierede ekspeditionsstyrke ankom til området ved Guadalcanal om morgenen den 7. august uden at blive opdaget af japanerne. Landgangsstyrken delte sig i to grupper, hvoraf den ene angreb Guadalcanal, mens den den anden angreb Tulagi, Florida og omkringliggende øer. Allierede krigsskibe bombarderede invasionskysterne, mens amerikanske fly fra hangarskibe bombarderede japanske stillinger på øerne og ødelagde 15 japanske flyvebåde på deres base ved Tulagi.
Tulagi og to små øer i nærheden, Gavutu og Tanambogo, blev angrebet af 3.000 amerikanske marinesoldater. De 886 japanske søfolk, der bemandede flåde- og flyvebådsbaserne på de tre øer, satte sig kraftigt til modværge. Med noget besvær erobrede de amerikanske marinesoldater alle tre øer, Tulagi den 8. august og Gavutu og Tanambogo den 9. august.
De japanske forsvarere blev dræbt næsten til sidste mand, mens marinekorpset havde 122 døde.
I modsætning til Tulagi, Gavutu og Tanambogo mødte landsætningerne på Guadalcanal langt mindre modstand. Kl. 9.10 den 7. august gik Vandegrift og 11.000 amerikanske marinesoldater i land på Guadalcanal mellem Koli Point og Lunga Point. Mens de rykkede frem mod Lunga Point, stødte de ikke på modstand fra andet end den sammenfiltrede regnskov, og de gjorde holdt for natten omkring 900 meter fra flyvepladsen ved Lunga Point. Den følgende dag rykkede marinesoldaterne hele vejen til Lungafloden mod let modstand og sikrede sig kontrollen over flyvepladsen kl. 16 den 8. august. De japanske anlægsenheder fra flåden og kamptropper under kommando af katajn Kanae Monzen var blevet skræmt af flåde- og flybombardementet og var flygtet 5 km vestpå til Matanikaufloden og Point Cruz området og havde efterladt fødevarer, forsyninger, ingeniørmateriel og 13 døde.
Under landsætningerne den 7. og 8. august angreb japanske fly fra flåden i Rabaul under kommando af Sadayoshi Yamada de allierede amfibiestyrker flere gange og satte transportskibet USS George F. Elliot (som sank to dage senere) i brand og tilføjede destroyeren USS Jarvis store skader. Under luftangrebene i de to dage mistede japanerne tre fly, mens amerikanerne mistede 19 såvel ved kamp som ved ulykker, heriblandt 14 hangarskibsjagerfly.
Efter disse sammenstød blev Fletcher bekymret over tabene, fordi de påvirkede hans hangarskibes styrke, og han frygtede, at hans hangarskibe ville blive ramt under nye angreb, samtidig med at han syntes, at brændstoflagrene var for små. Fletcher trak sig tilbage fra Salomonøerne med sine hangarskibe om aftenen den 8. august. Som følge af tabet af støtten fra hangarskibene besluttede Turner at trække sine skibe tilbage fra Guadalcanal, selv om under halvdelen af forsyningerne og det tunge udstyr, som tropperne i land havde brug for, var blevet losset. Turner planlagde imidlertid at losse så mange forsyninger på Guadalcanal og Tulagi som muligt i løbet af natten mellem den 8. og 9. og derpå afsejle med sine skibe tidligt den 9. august.

## Slaget ved Savoøen
Om aftenen, mens transportskibene lossede, blev to grupper af allierede krydsere og destroyere under kommando af den britiske kontreadmiral Victor Crutchley overrasket og besejret af en japansk styrke med 7 krydsere og en destroyere fra 8. flåde i Rabaul og Kavieng under kommando af den japanske viceadmiral Gunichi Mikawa. I slaget ved Savoøen blev en australsk og tre amerikanske krydsere sænket, og to destroyere beskadiget. Japanerne led nogle skader på en krydser. Mikawa, som ikke var klar over, at Fletcher var i færd med at trække de amerikanske hangarskibe bort, trak sig straks tilbage til Rabaul uden at forsøge at angribe transportskibene. Mikawa var bekymret for, at der ville komme amerikanske luftangreb fra hangarskibene, når det blev lyst, hvis han blev i området. Uden luftstøtte fra hangarskibene besluttede Turner at trække sine resterende flådeenheder tilbage den 9. august om aftenen, hvorefter marinetropperne blev efterladt uden en stor del af deres tunge udstyr og forsyninger, ligesom der stadig var tropper om bord på transportskibene. Mikawas beslutning om ikke at forsøge på at ødelægge de amerikanske transportskibe, da han havde muligheden, skulle vise sig at være en afgørende strategisk fejltagelse.

## Indledende operationer
De 11.000 marinesoldater på Guadalcanal koncentrerede sig i starten om at etablere en løs forsvarsring omkring Lunga Point og flyvepladsen, at flytte de landsatte forsyninger indenfor forsvarsringen og at færdiggøre flyvepladsen. I løbet af fire dage med hårdt arbejde blev forsyningerne flyttet fra landsætningsområdet til spredte lagre indenfor forsvarsringen. Arbejdet på flyvepladsen begyndte straks og blev fortrinsvis udført med erobret japansk udstyr. Den 12. august blev flyvepladsen givet navnet Henderson Field efter Lofton R. Henderson, en pilot i marinekorpset, som var blevet dræbt under slaget om Midway. Den 18. august var flyvepladsen klar til brug. Der var blevet landsat fem dages madforsyninger fra transportskibene, hvilket sammen med erobrede japanske flødevarer gav marinesoldaterne mad til i alt 14 dage. For at spare på forsyningerne fik tropperne kun to måltider om dagen.
De allierede tropper blev ramt af et alvorligt udbrud af dysenteri kort efter landgangen, og hver femte marinesoldat var blevet ramt i midten af august. Tropiske sygdomme skulle komme til at påvirke kampkraften på begge sider under slaget. Selv om nogle af de koreanske arbejdere overgav sig til marinesoldaterne, samledes de fleste af de andre japanere og koreanere lige vest for Lungastillingen på den vestlige bred af Matanikaufloden, hvor de fortrinsvis overlevede på kokosnødder. En japansk forpost fra flåden lå også ved Taivu Point, omkring 35 km øst for Lungastillingen. Den 8. august overførte en destroyer fra Rabaul forstærkninger på 113 søfolk til stillingen ved Matanikau.
Om aftenen den 12. august gik en amerikansk patrulje på 25 mand under kommando af oberstløjtnant Frank Goettge fortrinsvis med efterretningsfolk i land fra en båd vest for Lungastillingen mellem Point Cruz og Matanikaufloden. De skulle dels rekognoscere, og dels skulle de skabe kontakt til en gruppe japanske tropper, som de amerikanske styrker mente var villige til at overgive sig. Kort efter at patruljen var gået i land, blev den angrebet og næsten fuldstændig nedkæmpet af en japansk patrulje i nærheden.
Som reaktion sendte Vandegrift den 19. august tre kompagnier fra det 5. amerikanske marineregiment af sted for at angribe de japanske tropper vest for Matanikau. Et kompagni angreb over sandbanken ved mundingen af Matanikaufloden, mens et andet krydsede floden 900 meter inde i land og angreb de japanske styrker i landsbyen Matanikau. Det tredje kompagni blev landsat fra både længere vestpå og angreb landsbyen Kokumbuna. Efter kortvarigt at have holdt de to landsbyer besat, vendte de tre marinekompagnier tilbage til Lungastillingen efter at have dræbt omkring 65 japanske soldater, mens de selv mistede 4. Denne kamp, som nogle gange omtales som det "Første slag ved Matanikau", var det første af en række store kampe ved Matanikau under slaget.
Den 20. august overførte eskorthangarskibet USS Long Island to eskadriller marinefly til Henderson Field, en eskadrille med 19 F4F Wildcat og den anden en eskadrille med 12 SBD Dauntless. Flyene på Henderson blev kendt som "Cactus Air Force" (CAF) opkaldt efter det allierede kodenavn for Guadalcanal. Marinejagerne gik i aktion den følgende dag mod det første af de næsten daglige japanske bombeangreb. Den 22. august ankom fem amerikanske P-400 Airacobra og deres piloter til Henderson Field.

## Slaget ved Tenaru
Som reaktion på de allierede landsætninger på Guadalcanal overdrog den japanske overkommando 17. armé, der var på størrelse med et armékorps og havde hovedkvarter i Rabaul under kommando af generalløjtnant Harukichi Hyakutake, opgaven med at generobre Guadalcanal. Hæren skulle støttes af japanske flådeenheder, herunder den kombinerede flåde, som var under kommando af Isoroku Yamamoto, der havde hovedkvarter på Truk. 17. armé var på dette tidspunkt kraftigt involveret i det japanske felttog på Ny Guinea og havde kun få enheder til rådighed. Blandt disse lå 35. infanteribrigade under generalmajor Kiyotake Kawaguchi på Palau, 4. infanteriregiment (Aoba) var på Filippinerne og 28. (Ichiki) infanteriregiment under kommando af oberst Kiyonao Ichiki var om bord på transportskibe nær Guam. De forskellige enheder begyndte straks at bevæge sig mod Guadalcanal via Truk og Rabaul, men Ichikis regiment, der var nærmest, ankom til området først. En første del af Ichikis enhed, der bestod af omkring 917 soldater, gik i land fra destroyere ved Taivu Point, øst for Lungastillingen efter midnat den 19. august og gennemførte herefter en 15 km lang nattemarch vestpå mod marinekorpsets forsvarslinjer. Ichiki undervurderede de allierede styrker på Guadalcanal og gennemførte et natligt frontalangreb på marinekorpsets stillinger ved Alligator Creek (Ilu River på amerikanske kort) på østsiden af Lungastillingen i de tidlige morgentimer den 21. august. Ichikis angreb blev besejret med store japanske tab i det, der senere blev kaldt slaget ved Tenaru. Efter daggry gik marineinfanteriet til modangreb på de overlevende af Ichikis tropper og dræbte mange flere af dem. Blandt de døde var Ichiki, selv om det er blevet hævdet, at han i stedet begik seppuku efter at have erkendt størrelsen af sit nederlag. I alt døde alle undtagen 128 af de oprindelig 917 mand i Ichikis første gruppe i slaget. De overlevende vendte tilbage til Taivu Point, hvorfra de meddelte hovedkvarteret for 17. armé om nederlaget og afventede yderligere forstærkninger og ordrer fra Rabaul.

## Slaget øst for Salomonøerne
Mens slaget ved Tenaru sluttede, var nye japanske forstærkninger allerede på vej. Tre langsomme transportskibe afsejlede fra Truk den 16. august med de resterende 1.400 soldater fra Ichikis 28. infanteriregiment samt 500 marinesoldater fra 5. Yokosuka landgangsstyrke. Transportskibene blev beskyttet af 13 krigsskibe under den japanske kontreadmiral Raizo Tanaka, som regnede med at landsætte tropperne den 24. august. For at dække landsætningen af disse tropper og give støtte til operationen med at generobre Henderson Field fra de allierede styrker gav Yamamoto ordre til Chuichi Nagumo om at afsejle med en hangarskibsstyrke fra Truk den 21. august og sætte kursen mod de sydlige af Salomonøerne. Nagumos styrke omfattede 3 hangarskibe og 30 andre krigsskibe.
Samtidig nærmede tre amerikanske hangarskbisgrupper under Fletcher sig Guadalcanal for at imødegå den japanske offensiv. Den 24. og 25. august udkæmpede de to hangarskibsstyrker Slaget øst for Salomonøerne, som førte til, at begge sider trak sig tilbage efter at have lidt skader. Japanerne mistede et let hangarskib, og Tanakas konvoj led store skader under slaget ved et luftangreb med fly fra CAF på Henderson Field. Blandt andet blev et af transportskibene sænket, og styrken blev tvunget til at søge til Shortlandøerne i de nordlige Salomonøer og overføre de overlevende tropper til destroyere, hvorfra de senere blev landsat på Guadalcanal.

## Luftslag over Henderson Field og styrkelse af Lungastillingen
Igennem august fortsatte der med at komme små grupper amerikanske fly og deres besætninger til Guadalcanal. I slutningen af august var 64 fly af forskellige typer stationeret på Henderson Field. Den 3. september ankom chefen for 1. marineflyeskadrille brigadegeneral Roy S. Geiger med sin stab og overtog kommandoen over luftoperationerne på Henderson Field. Luftslag mellem de amerikanske fly på Henderson Field og japanske bombe- og jagerfly fra Rabaul fortsatte på en næsten daglig basis. Mellem den 26. august og den 5. september mistede amerikanerne omkring 15 fly, mens japanerne mistede omkring 19. Mere end halvdelen af de nedskudte amerikanske flybesætninger blev reddet, mens hovedparten af de japanske aldrig blev fundet. Den otte timer lange tur fra Rabaul til Guadalcanal og tilbage på omkring 1800 km hæmmede i alvorlig grad japanernes forsøg på at opnå luftoverlegenhed over Henderson Field. Australske kystobservatører på Bougainville og New Georgia-øerne kunne ofte advare de allierede styrker på Guadalcanal om kommende angreb, hvilket gav de allierede jagerfly tid til at lette og gå i stilling, så de kunne angribe de japanske jagere og bombefly, mens de nærmede sig øen. De japanske luftstyrker var således i færd med langsomt at tabe udmattelseskrigen i luften over Guadalcanal.
I den samme periode fortsatte Vandegrift med at styre indsatsen for at styrke og forbedre forsvaret af Lungastillingen. Mellem 21. august og 3. september flyttede han 3 marinebataljoner, herunder 1. raiderbataljon under Merritt A. Edson (Edson's Raiders) og 1. marinefaldskærmsbataljon fra Tulagi og Gavutu til Guadalcanal. Disse enheder tilføjede omkring 1.500 mand til Vandegrifts oprindelige 11.000 mand i forsvaret af Henderson Field. 1. marinefaldskærmsbataljon, som havde lidt store tab under Slaget om Tulagi og Gavutu-Tanambogo i august, blev underlagt Edsons kommando.
Den anden overførte bataljon, 1. bataljon af 5. marineregiment, blev landsat fra både vest for Matanikau nær landsbyen Kokumbuna den 27. august med henblik på at angribe japanske enheder i området, stort set ligesom i de første kampe ved Matanikau den 19. august. Denne gang blev marinesoldaterne generet af vanskeligt terræn, brændende sol og velplacerede japanske stillinger. Den følgende morgen opdagede marinesoldaterne, at de japanske forsvarere var forsvundet i løbet af natten, så marinesoldaterne vendte tilbage til Lunga-stillingen med båd. Tabene under denne indsats var 20 døde japanere og 3 døde marinesoldater.
Små konvojer af allierede skibe ankom til Guadalcanal den 23. august, 29. august, 1. september og 8. september og forsynede marinesoldaterne ved Lunga med flere fødevarer, ammunition, flybenzin og flymekanikere. Konvojen den 1. september medbragte også 392 Seabee ingeniørtropper, der skulle vedligeholde og forbedre Henderson Field.

## Tokyo Express
Den 23. august ankom Kawaguchis 35. infanteribrigade til Truk og gik om bord på langsomme transportskibe, der skulle sejle dem resten af vejen til Guadalcanal. De skader, som Tanakas konvoj havde fået under slaget øst for Salomonøerne, fik japanerne til at genoverveje denne transportform, og i stedet blev skibene med Kawaguchis soldater sendt til Rabaul. Herfra var det japanernes plan at overføre Kawaguchis mænd til Guadalcanal på destroyere med den japanske flådebase på Shortlandøerne som opsamlingsområde. De japanske destroyere kunne i reglen nå at sejle ned gennem New Georgia Sound, kaldet "The Slot" (revnen), til Guadalcanal og tilbage på en enkelt nat under hele felttoget, hvilket minimerede risikoen for, at de blev udsat for luftangreb fra Henderson Field. Denne forsyningsmetode blev kendt som "Tokyo Express" blandt de allierede styrker, mens japanerne omtalte den som "rottetransport". Overførsel af tropper på denne måde betød imidlertid, at man måtte efterlade hovedparten af troppernes tunge udstyr og forsyninger, såsom tungt artilleri, køretøjer og store dele af deres fødevarer og ammunition. Samtidig betød disse transporter, at destroyere, som japanerne havde hårdt brug for til konvojtjeneste, ikke længere var til rådighed. Manglende evne eller villighed forhindrede de allierede flådechefer i at udfordre japanernes skibe om natten, så japanerne havde kontrollen over farvandet omkring Guadalcanal om natten, men hvis et japansk skib stadig var indenfor rækkevidde af fly fra Henderson Field om dagen (ca. 320 km), var det i stor fare for at blive angrebet. Denne taktiske situation fortsatte under hele slaget om Guadalcanal.
Mellem 29. august og 4. september lykkedes det for lette japanske krydsere, destroyere og patruljebåde at landsætte næsten 5.000 tropper ved Taivu Point, herunder hovedparten af 35. infanteribrigade, store del af 4. (Aoba) regiment og resten af Ichikis regiment. General Kawaguchi, som gik i land ved Taivu Point den 31. august, fik kommandoen over alle japanske styrker på Guadalcanal. En konvoj af pramme overførte yderligere 1.000 soldater fra Kawaguchis brigade under kommando af oberst Akinosuke Oka til Kamimbo, vest for Lunga-stillingen.

## Slaget ved Edson's Ridge
Den 7. september udsendte Kawaguchi sin angrebsplan, som gik ud på at "fordrive og udslette fjenden i nærheden af flyvepladsen på Guadalcanal". Kawaguchis angrebsplan gik ud på at dele styrkerne i tre divisioner, der skulle nærme sig Lungastillingen fra landsiden og angribe stillingen i et natligt overraskelsesangreb. Okas styrker skulle angribe stillingen fra vest, mens Ichikis anden styrke, som nu kaldtes Kuma-bataljonen skulle angribe østfra. Hovedangrebet skulle sættes ind af Kawaguchis "Centrale styrke" på omkring 3.000 mand i tre bataljoner, som skulle angribe sydfra mod Lungastillingen. Den 7. september havde de fleste af Kawaguchis tropper forladt Taivu for at marchere mod Lunga Point langs kysten. Omkring 250 japanske tropper blev tilbage for at bevogte brigadens forsyningsbase ved Taivu.
I mellemtiden bragte indfødte spejdere under ledelse af Martin Clemens, en kystobservatør og officer i Protektoratet Salomonøernes forsvarsstyrke og britisk distriktsofficer for Guadalcanal, rapporter til de amerikanske marinesoldater om japanske tropper ved Taivu nær landsbyen Tasimboko. Edson planlagde derfor et angreb på den japanske troppekoncentration ved. Efter at være blevet sat i land fra både nær Taivu den 8. september erobrede Edsons mænd Tasimboko, mens de japanske forsvarere trak sig tilbage ind i junglen. I Tasimboko stødte Edsons tropper på Kawaguchis største depot af forsyninger, herunder store mængder fødevarer, ammunition, medicin og en kraftig kortbølgeradio. Efter at have ødelagt alt indenfor synsvidde, bortset fra nogle dokumenter og udstyr, som de bragte med tilbage, vendte marinesoldaterne tilbage til Lungastillingen. Bjergene af forsyninger samt efterretninger, som blev uddraget af de erobrede dokumenter, fortalte marinesoldaterne, at der var mindst 3.000 japanske soldater på øen, og at de åbenbart planlagde et angreb.
Edson og oberst Gerald C. Thomas, der var Vandegrifts operationsofficer, mente helt korrekt, at det japanske angreb ville blive sat ind ved en snæver græsklædt koralhøjderyg, som forløb parallelt med Lungafloden lige syd for Henderson Field. Højderyggen, kaldet Lungahøjderyggen, udgjorde en naturlig adgangsvej til flyvepladsen, dækkede det omkringliggende område og var på daværende tidspunkt næsten ikke forsvaret. Den 11. september blev de 740 mand i Edsons bataljon placeret på og omkring højderyggen.
Om natten den 12. september angreb Kawaguchis 1. bataljon raiderne mellem Lungafloden og højderyggen og tvang et kompagni marineinfanterister til at trække sig tilbage til højderyggen, inden japanerne stoppede nattens angreb. Den følgende nat stod Kawaguchis 3.000 tropper og forskelligt let artilleri overfor Edsons 830 raidere. Det japanske angreb startede lige efter mørkets frembrud, da Kawaguchis 1. bataljon anbreb Edsons højre flanke lige vest for højderyggen. Efter at have gennembrudt marinesoldaternes linjer blev bataljonens angreb til sidst stoppet af marineenheder, som bevogtede den nordlige del af højderyggen.
To kompagnier af Kawaguchis 2. bataljon stormede op ad højderyggens sydlige skrænt og trængte Edsons tropper tilbage til Hill 123 i midten af højderyggen. I nattens løb afværgede marinesoldaterne i denne stilling med hjælp fra artilleriet det ene japanske frontalangreb efter det andet, hvoraf nogle resulterede i nærkamp. Japanske enheder infiltrerede en del af højderyggen og nåede frem til kanten af flyvepladsen, men blev også slået tilbage. Angreb fra Kuma-bataljonen og Okas enhed på andre dele af Lungastillingen blev også slået tilbage. Den 14. september førte Kawaguchi de overlevende i hans hårdt medtagne brigade på en fem dage lang march vestpå til Metanikaudalen for at mødes med Okas enhed. I alt havde Kawaguchis styrker omkring 850 døde, mens marineinfanteriet mistede 104.
Den 15. september fik Hyakutake i Rabaul besked om Kawaguchis nederlag og viderebragte nyheden til overkommandoen i Japan. På et krisemøde konkluderede ledelsen af den japanske hær og flåde, at "Guadalcanal kan udvikle sig til det afgørende slag i krigen". Resultaterne af slaget begyndte nu at have en strategisk betydning for de japanske operationer i andre områder af Stillehavet. Hyakutake erkendte, at han ikke både kunne sende tilstrækkeligt med tropper og materiel af sted for at besejre de allierede styrker på Guadalcanal og samtidig støtte den igangværende store japanske offensiv ved Kokoda sporet på Ny Guinea. Hyakutake gav derfor, med overkommandoens accept, sine tropper på Ny Guinea, som var under 50 km fra deres mål i Port Moresby, ordre til at trække sig tilbage indtil "Guadalcanal-sagen" var løst. Hyakutake forberedte sig på at sende flere tropper til Guadalcanal til et nyt forsøg på at generobre Henderson Field.

## Forstærkninger
Mens japanerne omgrupperede sig vest for Matanikau, koncentrerede de amerikanske styrker sig om at udbygge og forstærke deres stillinger ved Lunga. Den 14. september flyttede Vandegrift yderligere en bataljon (3. bataljon af 2. marineregiment) fra Tulagi til Guadalcanal. Den 18. september overførte en allieret konvoj 4.157 mand fra 3. provisoriske marinebrigade (7. marineregiment) og en bataljon fra 11. marineregiment samt yderligere støtteenheder, 137 køretøjer, telte, flybenzin, rationer og ingeniørudstyr til Guadalcanal. Disse vigtige forstærkninger gjorde det muligt for Vandegraft fra den 19. september at etablere en ubrudt linje af stillinger omkring Lunga. Mens den dækkede konvojen, blev hangarskibet USS Wasp sænket af den japanske undervandsbåd I-19 sydøst for Guadalcanal, hvilket betød, at der i en periode kun var et amerikansk hangarskib (USS Hornet), som kunne indsættes i operationer i det sydlige Stillehav. Vandegrift foretog også nogle ændringer i ledelsen af sine kampenheder og sendte nogle højtstående officerer, som ikke havde opfyldt hans høje præstationsmål, væk fra øen, mens yngre officerer, som havde bevist deres værd i kamp blev forfremmet. En af disse var den nyligt forfremmede oberst Merritt A. Edson, som fik kommandoen over 5. marineregiment.
Der opstod en pause i luftkrigen over Guadalcanal uden japanske luftangreb mellem 14. og 27. september på grund af dårligt vejr. I denne periode forstærkede begge sider deres luftenheder. Japanerne overførte 85 jagere og bombefly til deres enheder i Rabaul, mens amerikanerne overførte 23 jagere og angrebsfly til Henderson Field. Den 20. september havde japanerne i alt 117 fly i Rabaul, mens de allierede havde 71 fly på Henderson Field. Luftkrigen blev genoptaget med et japansk angreb på Guadalcanal den 27. september, som blev imødegået af fly fra den amerikanske flåde og marinekorps fra Henderson Field.
Japanerne begyndte straks at forberede deres næste forsøg på at generobre Henderson Field. 3. bataljon af 4. (Aoba) infanteriregiment var gået i land ved Kamimbo Bay på den vestlige del af Guadalcanal den 11. september, hvilket var for sent til, at de kunne deltage i Kawaguchis angreb. Nu havde bataljonen imidlertid sluttet sig til Okas styrker ved Matanikau. Tokyo Express missioner med destroyere den 14., 20., 21. og 24. bragte fødevarer og ammunition samt 280 mand fra 1. bataljon af Aoba-regimentet til Kamimbo på Guadalcanal. I mellemtiden blev 38. infanteridivision overført fra Hollandsk Ostindien til Rabaul efter den 13. september. Japanerne planlagde at overføre i alt 17.500 tropper fra disse to divisioner til Guadalcanal, hvor de skulle tage del i det næste store angreb på Lungastillingen, der var planlagt til den 20. oktober 1942.

## Kampene ved Matanikau
Vandegrift og hans stab var klar over, at Kawaguchis tropper havde trukket sig tilbage til området vest for Matanikau, og at talrige grupper af omstrejfende japanere var spredt ud over området mellem Lungastillingen og Matanikaufloden. Vandegrift besluttede derfor at gennemføre en ny række af operationer med små enheder omkring Matanikaudalen. Formålet ved disse operationer var at fjerne de spredte grupper af japanske tropper øst for Matanikau, og at undgå at de japanske styrker fik ro til at konsolidere deres stillinger så nær marinesoldaternes hovedstilling ved Lunga Point.
Den første operation og forsøg på at angribe japanske styrker vest for Matanikau blev gennemført mellem den 23. og 27. september af elementer fra 3 marinebataljoner, men blev slået tilbage af Kawaguchis tropper, som var under direkte kommando af Akinosuke Oka. Under denne kamp blev tre marinekompagnier omringet af japanske styrker nær Point Cruz vest for Matanikau. De led svære tab og undslap med nød og næppe med hjælp fra destroyeren USS Monssen og landgangsfartøjer bemandet med personel fra den amerikanske kystvagt.
I en ny aktion mellem den 6. og 9. oktober lykkedes det en større marinestyrke at krydse Matanikaufloden og angribe en netop landsat japansk styrke fra 2. infanteridivision under kommando af generalerne Masao Maruyama og Yumio Nasu. Under kampen led det japanske 4. infanteriregiment svære tab. Dette tvang japanerne til at trække sig tilbage fra deres stillinger øst for Matanikau og forhindrede japanske forberedelser af deres planlagte storoffensiv mod de amerikanske stillinger ved Lunga.
Mellem den 9. og 11. oktober angreb 1. bataljon af 2. marineregiment to små japanske forposter omkring 50 km øst for Lungastillingen ved Gurabusu og Koilotumaria nær Aola Bay. Under disse angreb blev 35 japanske soldater dræbt, mens amerikanernes tab var på 17 dræbte.

## Slaget ved Kap Esperance
I den sidste uge af september og den første uge af oktober overførte Tokyo Express tropper fra den 2. japanske infanteridivision til Guadalcanal. Den japanske flåde lovede at støtte hærens planlagte offensiv, ikke bare ved at overføre de nødvendige tropper, udstyr og forsyninger til øen, men også ved at optrappe luftangrebene på Henderson Field og ved at sende krigsskibe af sted for at bombardere flyvepladsen.
I mellemtiden overbeviste Millard F. Harmon, chefen for de amerikanske hærstyrker i det sydlige Stillehav Ghormley, om, at de amerikanske marinestyrker på Guadalcanal havde brug for forstærkning, hvis de allierede med held skulle forsvare øen under den næste forventede japanske offensiv. Den 8. oktober gik de 2.837 mand i 164. infanteriregiment i Americal Divisionen om bord på skibe i Ny Kaledonien for at blive sejlet til Guadalcanal med forventet ankomst den 13. oktober. For at beskytte transportskibene beordrede Ghormley Task Force 64, der bestod af fire krydsere og fem destroyere under kontreadmiral Norman Scott til at opfange og bekæmpe alle japanske skibe, som nærmede sig Guadalcanal og truede troppekonvojen.
Mikawas 8. flådestab planlagde en stor og vigtig Tokyo Express til om natten den 11. oktober. To flyvebådstendere og seks destroyere skulle overføre 728 soldater foruden artilleri og ammunition til Guadalcanal. Samtidig, men i en separat operation skulle tre tunge krydsere og to destroyere under kommando af kontreadmiral Aritomo Gotō bombardere Henderson Field med særlige eksplosive granater med det formål at ødelægge CAF og faciliteterne på flyvepladsen. Da amerikanske krigsskibe endnu ikke havde gjort forsøg på at blokere japanske Tokyo Express missioner til Guadalcanal, forventede japanerne ikke at møde modstand fra allierede overfladeskibe den nat.
Lige inden midnat opdagede Scotts krigsskibe Gotōs styrke på radaren nær indsejlingen til strædet mellem Savoøen og Guadalcanal. Scotts styrke var placeret således, at den kunne sejle på tværs af Gotōs uforberedte styrke. Da de åbnede ild, sænkede Scotts skibe en af Gotōs krydsere og en af hans destroyere, mens en anden krydser blev stærkt beskadiget. Gotō blev dødeligt såret, og amerikanerne tvang resten af Gotōs krigsskibe til at opgive bombardementet og trække sig tilbage. Under udvekslingen af kanonild blev en af Scotts destroyere sænket, mens en destroyer og en krydser blev stærkt beskadiget. I mellemtiden gennemførte den japanske forsyningskonvoj sin tur til Guadalcanal og begyndte tilbageturen uden at være blevet opdaget af Scotts styrke. Senere på morgenen den 12. oktober vendte fire destroyere fra forsyningskonvojen tilbage for at hjælpe Gotōs beskadigede krigsskibe under tilbagetrækningen. Luftangreb fra CAF fly fra Henderson Field sænkede to af disse destroyere senere på dagen. Konvojen med amerikanske tropper nåede frem til Guadalcanal som planlagt den følgende dag og afleverede sine tropper og sin last.

## Slagskibsbombardementet af Henderson Field
På trods af den amerikanske sejr ved Kap Esperance fortsatte japanerne med at lægge planer og forberede deres store offensiv, som var planlagt til senere i oktober. Japanerne besluttede at tage risikoen ved at afvige fra deres sædvanlige praksis med kun at bruge hurtige krigsskibe til at overføre mand og materiel til Guadalcanal. Den 13. oktober afsejlede en konvoj med 6 fragtskibe og en eskorte på 8 destroyere fra Shortlandøerne til Guadalcanal. Konvojen medbragte 4.500 tropper fra 16. og 230 infanteriregiment, nogle marinesoldater, to batterier tungt artilleri og et kompagni kampvogne.
For at beskytte konvojen mod luftangreb sendte Yamamoto to slagskibe fra Truk ned for at bombardere Henderson Field. Klokken 1.33 den 14. oktober nåede slagskibene Kongō og Haruna eskorteret af en let krydser og ni destroyere frem til Guadalcanal og åbnede ild mod Henderson Field fra en afstand af 16 km. I løbet af den følgende time og 23 minutter affyrede de to slagskibe 973 14 tommer granater mod Lungastillingen, og de fleste landede indenfor et område på omkring 2,2 kvadratkilometer ved flyvepladsen. Mange af granaterne var fragmenteringsgranater, som specielt var udformet til at ødelægge mål på land. Bombardementet beskadigede begge landingsbaner betydeligt, satte ild til hovedparten af flyvepladsens flybenzin, ødelagde 48 af 90 fly og dræbte 41 mand, herunder 6 piloter i CAF. Slagskibsstyrken vendte straks tilbage til Truk.
På trods af de store skader kunne personellet på Henderson reparere en af landingsbanerne, så den var brugbar i løbet af få timer. 17 styrtbombefly og 20 jagerfly på Espiritu Santo blev hurtigt overført til Henderson Field, og transportfly fra hær og marine begyndte at flyve flybenzin ind fra Espiritu Santo. Da amerikanerne var klar over, at store japanske forstærkninger var på vej, ledte de desperat efter en måde at blokere konvojen på, inden den nåede Guadalcanal. Med benzin tappet ud af ødelagte fly og fra et lager i den nærliggende jungle fik CAF brændstof nok til at kunne angribe konvojen to gange den 14., men forårsagede ingen skader.
Den japanske konvoj nåede til Tassafaronga på Guadalcanal ved midnat den 14. oktober og begyndte at losse. I løbet af den 15. oktober angreb en række fly fra Henderson Field konvojen og ødelagde tre af fragtskibene. Resten af konvojen afsejlede den følgende nat efter at have losset alle tropperne og omkring to tredjedele af deres forsyninger og udstyr. Adskillige tunge japanske krydsere bombarderede også Henderson om natten mellem den 14. og 15. oktober og ødelagde nogle få CAF fly, men det lykkedes ikke at at forårsage større yderligere skader på flyvepladsen.

## Slaget om Henderson Field
Mellem den 1. og den 17. oktober blev der overført 15.000 japanske tropper til Guadalcanal, så Hyakutake i alt havde 20.000 at sætte ind i sin planlagte offensiv. På grund af tabet af deres stillinger på østbreden af Matanikau besluttede japanerne, at et angreb langs kysten på de amerikanske stillinger ville blive alt for svært, og Hyukutake besluttede derfor, at hovedfremstødet i det planlagte angreb skulle komme sydfra mod Henderson Field. Hans 2. division forstærket med tropper fra 38. division under kommando af generalløjtnant Masao Maruyama, som omfattede 7.000 soldater i tre infanteriregimenter á 3 bataljoner, fik ordre til at marchere gennem junglen og angribe de amerikanske stillinger sydfra nær østbredden af Lungafloden. Datoen for angrebet blev sat til 22. oktober, men derefter ændret til den 23. oktober. For at aflede amerikanernes opmærksomhed fra det planlagte angreb skulle Hyakutakes tunge artilleri og fem bataljoner infanteri (omkring 2.900 mand) under generalmajor Tadashi Sumiyoshi angribe de amerikanske stillinger vestfra langs kystkorridoren. Japanerne vurderede, at der var 10.000 amerikanske tropper på øen, men rent faktisk var der omkring 23.000.
Den 12. oktober begyndte et kompagni japanske ingeniørtropper at etablere en sti, som blev kaldt "Maruyamavejen", fra Matanikau mod den sydlige del af den amerikanske Lungastilling. Den 24 km lange sti passerede gennem noget af det mest vanskelige terræn på Guadalcanal, herunder talrige floder og vandløb, mudrede slugter, stejle skrænter og tæt jungle. Mellem den 16. og 18. oktober begyndte 2. division deres march ad Maruyamavejen.
Den 23. oktober kæmpede Maruyamas styrker stadig for at komme gennem junglen og nå frem til de amerikanske linjer. Om aftenen udskød Hyukutake offensiven til kl. 19 den følgende dag, efter at han havde fået at vide, at hans tropper endnu ikke var nået frem til startlinjer for deres angreb. Amerikanerne var fuldstændig uvidende om, at Maruyamas styrker nærmede sig.
Sumiyoshi blev informeret af Hyakutakes stab om udsættelsen af offensiven til den 24. oktober, men kunne ikke få forbindelse til sine tropper og meddele dem forsinkelsen. Ved mørkets frembrud den 23. oktober gik 2 bataljoner af 4. infanteriregiment og de 9 kampvogne i 1. uafhængige kampvognskompagni til angreb på det amerikanske marinekorps stillinger ved mundingen af Matanikau. Amerikansk artilleri og håndvåben slog angrebene tilbage, ødelagde kampvognene og dræbte mange af de japanske soldater, mens de selv kun led lette tab.
Endelig sent den 24. oktober nåede Maruyamis styrker frem til den amerikanske Lungastilling. I de følgende to nætter gennemførte Maruyamas styrker talrige resultatløse frontalangreb på de stillinger, som blev holdt af 1. bataljon af 7. marineregiment under oberstløjtnant Chesty Puller og 4. bataljon af 164. infanteriregiment under oberstløjtnant Robert Hall. De amerikanske enheder havde maskingeværer, morterer, artilleri herunder kardæsker fra 37 mm panserværnskanoner, som "forårsagede et forfærdeligt blodbad" på japanerne. Nogle få, små grupper af japanere brød gennem det amerikanske forsvar, men blev alle opsporet og dræbt i løbet af de følgende dage. Over 1.500 af Maruyamas tropper blev dræbt under angrebene, mens amerikanerne havde omkring 60 døde. Samtidig forsvarede amerikanske fly fra Henderson Field området mod angreb fra japanske fly og skibe. De nedskød 14 fly og sænkede en let krydser.
Yderligere japanske angreb ved Matanikau den 26. oktober blev også slået tilbage med svære tab for japanerne. Som følge heraf afblæste Myukutake alle yderligere angreb kl. 8 den 26. oktober og beordrede sine tropper til at trække sig tilbage. Omkring halvdelen af Maruyamas overlevende blev beordret til at trække sig tilbage til den øvre Matanikaudal, mens 230. infanteriregiment under oberst Toshinari Shōji fik besked på at begive sig mod Koli Point, øst for Lungastillingen. De forreste dele af 2. division nåede frem til 17. armés hovedkvarter ved Kokumbona, vest for Matanikau den 4. november. Samme dag nåede Shoji's enhed til Koli Point og slog lejr. 2. division havde lidt enorme tab i form af døde og sårede i kamp, fejlernæring og tropesygdomme og var derfor ikke i stand til at gennemføre yderligere offensive aktioner og kæmpede herefter som en defensiv styrke langs kysten under resten af slaget. I alt mistede japanerne 2-3.000 mand i kamp, mens amerikanerne havde omkring 80 døde.

## Slaget ved Santa Cruz-øerne
Samtidig med, at Hyakutakes tropper angreb Lungastillingen, gik japanske hangarskibe og andre store krigsskibe, som var under overordnet kommando af Isoroku Yamamoto, i stilling nær de sydlige af Salomonøerne. Fra denne placering håbede de japanske flådestyrker at komme i kamp med og afgørende besejre
enhver allieret styrke, fortrinsvis hangarskibe, som reagerede på Hyakutakes offensiv på landjorden. Allierede hangarskibe i området, som nu var under underlagt William Halsey, Jr. håbede også på at møde japanske flådestyrker i kamp. Nimitz havde udskiftet Ghormley med Halsey den 18. oktober, efter at være nået frem til at Ghormley var blevet for pessimistisk og forsigtig til effektivt at kunne fortsætte med lede de allierede styrker i det sydlige Stillehav.
De to hangarskibsstyrker kom i kamp om morgenen den 26. oktober i det, der senere blev kaldt slaget ved Santa Cruz-øerne. Efter udveksling af angreb med hangarskibsfly blev de allierede overfladeskibe tvunget til at trække sig tilbage fra kampområdet, efter at et hangarskib – USS Hornet var blevet sænket, mens et andet – USS Enterprise var blevet alvorligt beskadiget. De deltagende japanske styrker trak sig imidlertid også tilbage på grund af store tab af fly og flybesætninger og betydelige skader på to hangarskibe. Selv om det virkede som en taktisk sejr til japanerne – målt i skibe sænket og beskadiget – var japanernes store tab af trænede flybesætninger umulige at erstatte, hvilket betød, at slaget var en langsigtet strategisk sejr for de allierede, som havde mistet forholdsvis få flybesætninger. De japanske hangarskibe spillede herefter ingen betydningsfuld rolle under slaget.

## Kampe i land i november
For at udnytte sejren i slaget ved Henderson Field sendte Vandegrift seks bataljoner marinetropper, som senere blev suppleret med en bataljon fra hæren af sted i en offensiv vest for Matanikau. Operationen blev ledet af Merritt Edson, og målet var at erobre landbyen Kokumbona vest for Point Cruz, som var hovedkvarter for 17. armé. Point Cruz området blev forsvaret af tropper fra 4. japanske regiment under Nomasu Nakaguma. 4. infanteriregiment var alvorlig underbemandet som følge at tab i kampe, tropesygdomme og fejlernæring.
Den amerikanske offensiv begyndte den 1. november, og efter nogle vanskeligheder lykkedes det at nedkæmpe de japanske styrker, som forsvarede området ved Point Cruz den 3. november, herunder støtteenheder, som var blevet sendt frem for at forstærke Nakagumas udmarvede regiment. Amerikanerne lod til at være på nippet til at bryde gennem de japanske stillinger og erobre Kokumbona; men på dette tidspunkt kom andre amerikanske styrker i kamp med nyligt landsatte tropper ved Koli Point på den østlige side af Lungastillingen. For at imødegå denne nye trussel opgav Vandegrift midlertidigt offensiven ved Matanikau den 4. november. Amerikanerne mistede 71 mand, mens japanerne havde 400 døde.
Tidligt om morgenen den 3. november landsatte fem japanske destroyere 300 tropper ved Koli Point for at støtte Shōji og hans tropper, som var på vej til Koli Point efter slaget ved Henderson Field. Efter at have fået efterretninger om den planlagte landgang sendte Vandegrift en bataljon marinesoldater under Herman H. Hanneken af sted for at afskære japanerne ved Koli. Snart efter, at de var gået i land, stødte de japanske soldater på Hannekens bataljon og drev den tilbage mod Lungastillingen. Som reaktion herpå gav Vandegrift Pullers marinebataljon og to bataljoner fra 164. infanteriregiment ordre til sammen med Hannekens bataljon at trænge frem mod Koli Point for at angribe de japanske styrker dér.
Da de amerikanske tropper begyndte at rykke frem, begyndte Shōji og hans soldater at ankomme til Koli Point. Fra den 8. november forsøgte de amerikanske tropper at omringe Shōjis styrker ved Gavaga vandløbet nær Koli Point. I mellemtiden gav Hyakutake Shōji ordre til at opgive sine stillinger ved Koli og slutte sig til de japanske styrker ved Kokumbona i Matanikauområdet. Der var et hul i de amerikanske linjer ved et sumpet vandløb på sydsiden af de amerikanske linjer, og mellem den 9. og 11. november undslap Shōji og 2-3.000 af hans tropper til junglen mod syd. Den 12. november løb amerikanerne de resterende japanere over ende og dræbte alle i lommen. Amerikanerne talte ligene af 450–475 døde japanere omkring Koli Point og erobrede hovedparten af Shōjis tunge våben og forsyninger. De amerikanske tab var på 40 døde og 120 sårede under operationen.
I mellemtiden gik to kompagnier af 2. marineraiderbataljon under oberstløjtnant Evans Carlson i land fra både ved Aola Bay, 65 km øst for Lunga Point. Carlsons raidere skulle sammen med tropper fra hærens 147. infanteriregiment sikre 500 Seabee ingeniørsoldater, mens de forsøgte at bygge en flyveplads på stedet. På baggrund af en anbefaling fra Turner havde Halsey godkendt forsøget på at bygge en flyveplads på dette sted. Bygningen af en flyveplads ved Aola blev senere opgivet, fordi terrænet ikke var velegnet.
Den 5. november beordrede Vandegrift Carlson til sammen med sine raidere at marchere over land fra Aola og angribe de af Shōji's tropper, der var undsluppet fra Koli Point. Med resten af kompagnierne i hans bataljon, som ankom nogle dage senere, indledte Carlson og hans tropper en 29 dage lang patrulje fra Aola til Lungastillingen. Under denne patrulje udkæmpede raiderne adskillige slag med Shōjis styrker og dræbte næsten 500 af dem, mens de selv havde 16 døde. Udover tabene i kamp med Carlsons raidere tog tropesygdomme og sult livet af en stor del af Shōjis mænd. Da hans styrker ankom til Lungafloden i midten af november, omkring halvvejs til Matanikau, var der kun 1.300 mand tilbage i hovedstyrken. Da Shōji nåede frem til 17. armés stillinger vest for Matanikau, havde han kun 7-800 mand med sig. Hovedparten af de overlevende fra Shōjis styrke sluttede sig til andre japanske enheder under forsvaret af Mount Austen og den øvre del af Matanikaufloden.
Tokyo Express missioner 5., 7. og 9. november overførte yderligere tropper fra 38. infanteridivision, herunder hovedparten af 228. infanteriregiment, til Guadalcanal. Disse friske tropper blev hurtigt indsat i området ved Point Cruz og Matanikau og bidrog til et vellykket forsvar mod yderligere angreb fra amerikanske styrker den 10. og 18. november. Amerikanerne og japanerne blev ved med at stå overfor hinanden på en linje lige vest for Point Cruz i de næste seks uger.

## Søslaget ved Guadalcanal
Efter nederlaget i slaget om Henderson Field planlagde den japanske hær igen at prøve at generobre flyvepladsen i november 1942, men der var brug for flere forstærkninger, inden operationen kunne sættes i gang. Hæren bad om hjælp fra Yamamoto til at få fremført de nødvendige forstærkninger til øen og støtte til den næste offensiv. Yamamoto skaffede 11 store transportskibe, som skulle overføre de resterende 7.000 tropper fra 38. infanteridivision, deres ammunition, fødevarer og tunge udstyr fra Rabaul til Guadalcanal. Han sørgede også for en styrke krigsskibe, som indbefattede to slagskibe. De to slagskibe Hiei og Kirishima var udstyret med særlige fragmenteringsgranater, som skulle bruges til at bombardere Henderson Field om natten den 12.-13. november og ødelægge de fly, som var stationeret dér, for at give de langsomme transportskibe mulighed for at nå frem og losse i fred ved Guadalcanal den følgende dag. Krigsskibene var under kommando af den nyligt forfremmede viceadmiral Hiroaki Abe, der havde hejst sin stander på Hiei.
I begyndelsen af november fandt den allierede efterretningstjeneste ud af, at japanerne forberedte endnu en et forsøg på at generobre Henderson Field. Amerikanerne afsendte derfor Task Force 67, en stor konvoj med forstærkninger og forsyninger, heriblandt afløsning for marinetropperne, to infanteribataljoner fra hæren samt ammunition og fødevarer. Konvojen var under kommando af Turner og afsejlede den 11. november.
Forsyningsskibene blev beskyttet af to eskadrer under kommando af kontreadmiralerne Daniel J. Callaghan og Norman Scott samt af fly fra Henderson Field. Skibene blev angrebet flere gange den 11. og 12. november af japanske fly fra Rabaul, som mellemlandede på en flybase ved Buin på Bougainville, men de fleste skibe blev losset uden alvorlige skader.
Et amerikansk rekognosceringsfly opdagede Abes bombardementsstyrke på vej mod Guadalcanal og sendte en advarsel til det allierede hovedkvarter. Efter således at være blevet advaret afsendte Turner alle brugbare krigsskibe under Callaghan for at beskytte tropperne i land mod det forventede japanske flådeangreb og troppelandsætninger og beordrede forsyningsskibene ved Guadalcanal til at afsejle tidligt om aftenen den 12. november. Callaghans styrke bestod af to tunge krydsere, tre lette krydsere og otte destroyere.
Omkring kl. 1.30 den 13. november afskar Callaghans styrke Abes bombardementsgruppe mellem Guadalcanal og Savoøen. Udover de to slagskibe omfattede Abes styrke en let krydser og 11 destroyere. I buldermørke, blev de to styrker blandet, inden de åbnede ild mod hinanden på usædvanlig tæt hold. Under den efterfølgende kamp sænkede eller beskadigede Abes krigsskibe alle Callaghans skibe, bortset fra en krydser og en destroyere, og både Callaghan og Scott blev dræbt. To japanske destroyere blev sænket, og en tredje destoryer samt Hiei blev alvorligt beskadiget. På trods af dette nederlag for Callaghans styrke beordrede Abe sine skibe til at trække sig tilbage uden at have bombarderet Henderson Field. Hiei sank senere på dagen efter gentagne luftangreb fra CAF fly og fly fra hangarskibet USS Enterprise. Fordi Abes havde undladt at neutralisere Henderson Field beordrede Yamamoto troppetransportkonvojen under kommando af Raizo Tanaka, der lå ved Shortlandøerne, til at vente en dag mere, inden den satte kursen mod Guadalcanal. Yamamoto beordrede Nobutake Kondō til at samle en ny bombardementsstyrke med krigsskibe fra Truk og Abes styrke for at angribe Henderson Field den 15. november.
I mellemtiden, 14. november omkring kl. 2.00, udførte en krydser- og destroyerenhed under ledelse af Gunichi Mikawa fra Rabaul et ubesvaret bombardement af Henderson Field. Bombardementet forårsagede nogen skade, men havde ikke held med at sætte flyvepladsen eller størstedelen af dens fly ud af drift. Da Mikawas styrke trak sig tilbage mod Rabaul, påbegyndte Tanakas transportkonvoj sin sejlads ned ad ruten mod Guadalcanal. Hele dagen den 14. november angreb fly fra Henderson Filed og Enterprise Mikawa og Tanakas fartøjer og sænkede en tung krydser og syv af transportfartøjerne. De fleste af tropperne blev reddet fra transportfartøjerne af Tanakas eskortedestroyere og vendte tilbage til Shortlands. Da det blev mørkt, fortsatte Tanaka og de resterende fire transportfartøjer mod Guadalcanal, mens Kondos styrker nærmede sig for at bombe Henderson Field.
For at afskære Kondos styrke afsendte Halsey, som manglede ubeskadigede skibe, to slagskibe USS Washington og South Dakota samt fire destroyere fra Enterprise eskadren. Den amerikanske styrke, som var under kommando af Willis A. Lee på Washington, nåede Guadalcanal og Savoøen lige før midnat den 14. november, kort ført Kondos bombardementsstyrke ankom. Kondos styrke bestod af Kirishima foruden to tunge krydsere, to lette krydsere og ni destroyere. Efter at de to styrker var kommet i kontakt, sænkede Kondos styrke hurtigt tre af de amerikanske destroyere og beskadigede den fjerde alvorligt. De japanske skibe sigtede mod, beskød og beskadigede South Dakota. Mens Kondos krigsskibe koncentrerede sig om South Dakota, nærmede Washington sig de japanske skibe uden at blive opdaget og åbnede ild mod Kirishima, som blev ramt gentagne gange, hvilket fik fatale følger. Efter en resultatløs jagt på Washington i retning af Russelløerne beordrede Kondo sin skibe til at trække sig tilbage uden at have bombarderet Henderson Field. En af Kondos destroyere blev også sænket under kampen.
Den 26. november overtog den japanske generalløjtnant Hitoshi Imamura kommandoen over den nydannede 8. områdearmé. Den nye enhed rummede både Hyakutakes 17. armé og 18. armé på Ny Guinea. En af Imamuras vigtigste opgaver efter at have overtaget kommandoen var at fortsætte forsøgene på at generobre Henderson Field og Guadalcanal. Den allierede offensiv i slaget ved Buna-Gona på Ny Guinea ændrede imidlertid på Imamuras prioriteringer. Da det allierede forsøg på at erobre Buna blev anset for en større trussel mod Rabaul, udskød Imamura yderligere forsøg på at overføre store forstærkninger til Guadalcanal for at kunne koncentrere sig om situationen på Ny Guinea.

## Slaget ved Tassafaronga
Japanerne havde fortsat problemer med at levere tilstrækkelige forsyninger til tropperne på Guadalcanal. Forsøg med kun at bruge undervandsbåde i de sidste to uger af november bragte ikke tilstrækkelig med fødevarer til Hyakutakes styrker. Et særskilt forsøg på at etablere baser i de centrale Salomonøer, som kunne betjene store konvojer af pramme til Guadalcanal, slog også fejl som følge af ødelæggende allierede luftangreb. Den 26. november meddelte 17. armé Imamura, at den stod overfor en fødevarekrise. Nogle frontenheder havde ikke fået forsyninger i seks dage, og selv blandt tropperne i bagområderne var man nede på en tredjedel af normalrationerne. Situationen tvang japanerne til igen at bruge destroyere til at overføre de nødvendige forsyninger.
8. flåde udtænkte en plan, som skulle mindske risikoen for, at de japanske destroyere, som leverede forsyninger til Guadalcanal, blev udsat for luftangreb. Store olie- eller gastønder blev renset og fyldt med lægemidler og fødevarer, men med tilstrækkelig plads tilbage til at de kunne flyde, og bundet sammen med reb. Når destroyerne ankom til Guadalcanal, foretog de en skarp drejning, og tønderne faldt overbord, hvorefter en svømmer eller en båd fra land kunne få fat i rebet, så alle tønderne kunne trækkes i land.
8. flådes enhed til forstærkning af Guadalcanal (Tokyo Express), som var under kommando af Raizo Tanaka, fik at Mikawa til opgave at gennemføre den første af fem planlagte missioner til Tassafaronga på Guadalcanal, hvor de brugte metoden med tønder om natten den 30. november. Tanakas enhed var opbygget omkring 8 destroyere, hvoraf seks havde til opgave at overføre mellem 200 og 240 tønder med forsyninger hver. Efter at Halsey havde fået efterretninger om det japanske forsøg på at fremføre forsyninger, gav han den nydannede Task Force 67, som bestod af fire krydsere og fire destroyere under kommando af kontreadmiral Carleton H. Wright ordre til at imødegå Tanakas styrke ud for Guadalcanal. Yderligere to destroyere sluttede sig til Wrights styrke på vej til Guadalcanal fra Espiritu Santo i løbet af den 30. november.
Klokken 22.40 den 30. november ankom Tanakas styrke ud for Guadalcanal og forberedte sig på at losse forsyningstønderne. I mellemtiden nærmede Wrights krigsskibe sig gennem Ironbottom Sound fra den modsatte retning. Wrights destroyere opdagede Tanakas styrke på radaren, og chefen for destroyerne bad om tilladelse til at angribe med torpedoer. Wright ventede fire minutter med at give tilladelsen, hvilket betød, at Tanakas styrke kom forbi det sted, hvor det var optimalt at sende torpedoer mod den. Alle de amerikanske torpedoer ramte ved siden af. På samme tidspunkt åbnede de amerikanske krydsere ild og ramte og ødelagde hurtigt en af de japanske destroyere. Resten af Tanakas skibe opgav forsyningsmissionen, satte farten op, drejede og afskød i alt 44 torpedoer mod Wrights krydsere.
De japanske torpedoer ramte og sænkede den amerikanske krydser USS Northamptoøø og beskadigede krydserne Minneapolis, New Orleans og Pensacola alvorligt. Resten af Tanakas destroyere undslap uden skader, men de fik ikke overført nogen forsyninger til Guadalcanal.
Da man nåede til 7. december 1942, mistede Hyakutakes styrker omkring 50 mand om dagen som følge af fejlernæring, sygdom og allierede angreb. Yderligere forsøg fra Tanakas destroyerstyrke på at overføre forsyninger den 3., 7. og 11. december kunne ikke lette krisen, og en af Tanakas destroyere blev sænket af en torpedo fra en amerikansk patruljebåd.

## Den japanske beslutning om tilbagetrækning
Den 12. december foreslog den japanske flåde, at Guadalcanal blev opgivet. På samme tidspunkt foreslog flere af hærens stabsofficerer i overkommandoen også, at yderligere forsøg på at generobre Guadalcanal ville være umulige. En delegation under ledelse af oberst Joichiro Sanada, som var chef for overkommandoens operationssektion, besøgte Rabaul den 19. december og gennemførte konsultationer med Imamura og hans stab. Da delegationen vendte tilbage til Tokyo, anbefalede Sanada at opgive Guadalcanal. Overkommandoens ledelse enedes om at følge Sanadas anbefaling den 26. december og beordrede stabene til at begynde at udkaste planer for en tilbagetrækning fra Guadalcanal og etablering af en ny forsvarslinje i de centrale Salomonøer samt at ændre prioriteringen af ressourcer til fordel for felttoget på Ny Guinea.
Den 28. december informerede general Hajime Sugiyama og admiral Osami Nagano personligt kejser Hirohito om beslutningen om tilbagetrækning fra Guadalcanal. Den 31. december bifaldt kejseren formelt beslutningen. Japanerne begyndte i hemmelighed at forberede evakueringen, som fik kodenavnet Operation Ke og var planlagt til blive indledt i sidste halvdel af januar 1943.

## Slaget ved Mount Austen, Galloping Horse og Sea Horse
I december blev den udmattede 1. marinedivision trukket tilbage for at blive udhvilet og genopbygget, og i løbet af den næste måned overtog 14. korps operationerne på øen. Dette korps bestod af 2. marinedivision, 25. infanteridivision og Americal Divisionen. Den amerikanske generalmajor Alexander Patch afløste Vandegrift som chef for de allierede styrker på Guadalcanal, der i januar var nået op på lige over 50.000 mand.
Frn 18. december begyndte allierede styrker at angribe japanske stillniger på Mount Austen. En stærkt befæstet japansk stilling, kaldet Gifu, fik angrebet til at gå i stå, og amerikanerne blev tvunget til midlertidigt at stoppe deres offensiv den 4. januar.
De allierede genoptog offensiven den 10. januar og angreb igen japanerne på Mount Austen og på de to nærliggende højderygge, som blev kaldt Seahorse og Galloping Horse. Efter noget besvær havde de allierede erobret alle tre den 23. januar. Samtidig rykkede amerikanske marinesoldater frem langs nordkysten og gjorde betydelige fremskridt. Amerikanerne mistede omkring 250 døde under operationen, mens de japanske tab var på omkring 3.000 døde.

## Ke-evakueringen
Den 14. januar overførte en Tokyo Express en bataljon tropper, der skulle fungere som bagtrop under Ke evakueringen. En stabsofficer fra Rabaul ledsagede tropperne for at meddele Hyakutake beslutningen om tilbagetrækning. På samme tidspunkt gik japanske krigsskibe og fly i stilling omkring Rabaul og Bougainville områderne som forberedelse til at gennemføre evakueringen. De allierede efterretningstjenester opdagede de japanske manøvrer, men misfortolkede dem som forberedelser til et nyt forsøg på at generobre Henderson Field og Guadalcanal.
Patch var bekymret for en forestående japanske offensiv og indsatte kun en relativt lille del af sine tropper i en langsom offemsiv mod Hyakutakes styrker. Den 29. januar reagerede Halsey på de samme efterretninger ved at sende en forsyningskonvoj til Guadalcanal beskyttet af en krydsereskadre.
Efter at japanerne havde opdaget eskadren, blev den angrebet af japanske torpedobombefly samme aften, og den amerikanske krydser USS Chicago blev svært beskadiget. Den næste dag angreb og sænkede flere torpedobombefly Chicago. Halsey beordrede resten af eskadren til at trække sig tilbage til deres base og gav resten af sine flådestyrker ordre til at gå i stilling i Koralhavet, syd for Guadalcanal, for at være klar til at imødegå den forventede japanske offensiv.
I mellemtiden fra den japanske 17. armé sig tilbage til vestkysten af Guadalcanal, mens deres bagtrop holdt ud mod den amerikanske offensiv. Om natten den 1. februar opsamlede 20 destroyere fra Mikawas 8. flåde under Shintaro Hashimoto 4.935 soldater, fortrinsvis fra 38. infanteridivision fra øen. Japanerne og amerikanerne mistede hver en destroyer som følge af luft- og flådeangreb i forbindelse med evakueringen.
Om nætterne den 4. og 7. februar afsluttede Hashimoto og hans destroyere evakueringen af de fleste af de resterende japanske styrker på Guadalcanal. Bortset fra nogle luftangreb forsøgte de allierede styrker, som stadig ventede på et japansk storangreb, ikke at imødegå Hashimotos evakueringer. I alt lykkedes det japanerne at evakuere 10.652 mand fra Guadalcanal. Den 9. februar opdagede Patch, at japanerne var forsvundet, og erklærede Guadalcanal for sikret og afsluttede dermed slaget om Guadalcanal.

## Efterspil
Efter den japanske tilbagetrækning blev Guadalcanal og Tulagi udbygget til store baser, der støttede den allierede fremrykning op gennem Salomonøerne. Udover Henderson Field blev der etableret yderligere to landingsbaner ved Lunga Point og der blev bygget en flyveplads til bombefly ved Koli Point.
Der blev bygget en omfattende flådehavn og logistiske faciliteter på Guadalcanal, Tulagi og Florida. Ankerpladsen ved Tulagi blev en vigtig fremskudt base for allierede krigsskibe og støttede Felttoget på Salomonøerne. Store landstyrker blev samlet i store teltlejre og barakker på Guadalcanal, inden de blev indsat længere oppe i Salomonøerne.
Efter slaget om Guadalcanal var japanerne i defensiven i Stillehavet. Det konstante pres for at forstærke Guadalcanal havde svækket den japanske indsats andre steder og bidrog til en vellykket australsk og amerikansk modoffensiv på Ny Guinea som kulminerede i erobringen af nøglebaserne ved Buna og Gona i starten af 1943. De allierede havde fået det strategiske initiativ, som de aldrig gav fra sig. I juni indledte de allierede Operation Cartwheel, som efter at være blevet ændret i august 1943, formaliserede strategien om at isolere Rabaul og afskære dens forbindelseslinjer over havet. Den efterfølgende vellykkede neutralisering af Rabaul og de styrker, der var der, gjorde det muligt at gennemføre felttoget i det sydvestlige Stillehav under general Douglas MacArthur og felttoget i det centrale Stillehav under admiral Chester Nimitz, som begge førte til, at man nærmede sig Japan. De resterende japanske styrker i det sydlige Stillehav blev derefter ødelagt eller omgået af de allierede styrker, mens krigen nærmede sig sin slutning.

## Betydning

### Ressourcer
Slaget om Guadalcanal var et af de første langvarige felttog i Stillehavet sammen med det samhørende og samtidige felttog på Salomonøerne. Begge felttog var slag, som belastede begge siders logistiske kapacitet. For amerikanerne betød dette, at man for første gang måtte udvikle effektiv militær lufttransport. Manglende luftoverlegenhed tvang Japan til at sætte sin lid til fremførelse af forstærkninger ved hjælp af pramme, destroyere og undervandsbåde, med blandede resultater. Tidligt i felttoget blev amerikanerne hæmmet af manglende ressourcer, da de led store tab af krydsere og hangarskibe, mens optrappede skibsbygningsprogrammer endnu var måneder fra at give resultater.

Felttoget på Guadalcanal var strategisk dyrt for Japan i form af tab af materiel og mandskab. Omkring 25.000 erfarne tropper blev dræbt under slaget. Dette dræn på ressourcerne fik direkte betydning for, at Japan ikke kunne opfylde sine mål i Felttoget på Ny Guinea. Japan mistede også kontrollen over de sydlige Salomonøer og muligheden for at afbryde skibsforbindelserne mellem USA og Australien. Japans store base i Rabaul blev desuden direkte truet af de allierede luftstyrker. Vigtigst var det, at knappe japanske ressourcer til lands, til vands og i luften var gået tab for altid i junglen på Guadalcanal og de omkringliggende farvande. Japanerne kunne ikke erstatte de fly og skibe, som blev sænket og ødelagt under dette felttog, og kunne ikke erstatte de højt trænede og erfarne besætninger, især i flådens fly, nær så hurtigt som de allierede.

### Strategisk
Efter sejren i slaget ved Midway kunne USA skabe flådemæssig paritet i Stillehavet. Dette faktum ændrede imidlertid ikke i sig selv krigens gang. Det var først efter de allierede sejre på Guadalcanal og på Ny Guinea, at den japanske offensiv blev stoppet, og det strategiske initiativ gik over til de allierede på en – skulle det vise sig – permanent basis. Slaget om Guadalcanal afsluttede alle japanske forsøg på ekspansion og satte de allierede i en situation, hvor de var klart overlegne. Det kan således hævdes, at denne allierede sejr var det første skridt i en lang række successer, der til sidst førte til Japans overgivelse.
Den amerikanske "Europa først-strategi" havde i starten kun givet plads til defensive aktioner over for den japanske ekspansion, så ressourcerne kunne fokuseres på at besejre Tyskland. Admiral Kings argumenter for en invasion af Guadalcanal og dens vellykkede gennemførelse overbeviste præsident Franklin D. Roosevelt om, at krigen i Stillehavet også kunne føres offensivt. I slutningen af 1942 stod det klart, at Japan havde tabt slaget om Guadalcanal, et alvorligt slag mod Japans strategiske planer for, hvordan deres imperium skulle forsvares, og et uventet nederlag.
Måske lige så vigtig som den militære sejr var den psykologiske sejr for de allierede. På en kampplads uden særlige fordele for nogen af siderne havde de allierede slået Japans bedste land-, luft- og flådestyrker. Efter Guadalcanal så de allierede styrker med langt mindre frygt på det japanske militær end tidligere. Og desuden så de allierede hen til det endelige resultat af Stillehavskrigen med langt større optimisme.
Guadalcanal er ikke længere bare navnet på en ø i japansk militærhistorie. Det er navnet på den japanske hærs kirkegård.
Udover Kawaguchi udtalte flere japanske politiske og militære ledere, herunder Naoki Hoshino, Osami Nagano og Torashirō Kawabe kort efter krigen, at Guadalcanal var det afgørende vendepunkt under krigen. Kawabe sagde: "Som vendepunktet [i krigen], hvor den positive udvikling sluttede, eller endda blev negativ, føler jeg, det var på på Guadalcanal."

### Bøger
- Alexander, Joseph H. (2000). Edson's Raiders: The 1st Marine Raider Battalion in World War II. Naval Institute Press. ISBN 1-55750-020-7.
- Bergerud, Eric M. (1997). Touched with Fire: The Land War in the South Pacific. Penguin. ISBN 0-14-024696-7.
- Clemens, Martin (2004). Alone on Guadalcanal: A Coastwatcher's Story. Bluejacket Books. ISBN 1-59114-124-9.
- Crenshaw, Russell Sydnor (1998). South Pacific Destroyer: The Battle for the Solomons from Savo Island to Vella Gulf. Naval Institute Press. ISBN 1-55750-136-X.
- Dull, Paul S. (1978). A Battle History of the Imperial Japanese Navy, 1941–1945. Naval Institute Press. ISBN 0-87021-097-1.
- Evans, David C. (1986). "The Struggle for Guadalcanal". The Japanese Navy in World War II: In the Words of Former Japanese Naval Officers (2nd udgave). Annapolis, Maryland: Naval Institute Press. ISBN 0-87021-316-4.
- Frank, Richard (1990). Guadalcanal: The Definitive Account of the Landmark Battle. New York: Random House. ISBN 0-394-58875-4.
- Gilbert, Oscar E. (2001). Marine Tank Battles of the Pacific. Combined Publishing. ISBN 1-58097-050-8.
- Griffith, Samuel B. (1963). The Battle for Guadalcanal. Champaign, Illinois, USA: University of Illinois Press. ISBN 0-252-06891-2.
- Hadden, Robert Lee. 2007. "The Geology of Guadalcanal: a Selected Bibliography of the Geology, Natural History, and the History of Guadalcanal." (Webside ikke længere tilgængelig) Alexandria, Virginia: Topographic Engineering Center. 360 pages. Lists sources of information regarding the bodies of the US Marines of the Lt Col. Frank B. Goettge Reconnaissance patrol that was ambushed in August 1942.
- Hammel, Eric (1999). Carrier Clash: The Invasion of Guadalcanal & The Battle of the Eastern Solomons August 1942. St. Paul, Minnesota, USA: Zenith Press. ISBN 0-7603-2052-7.
- Hammel, Eric (1999). Carrier Strike: The Battle of the Santa Cruz Islands, October 1942. Pacifica Press. ISBN 0-935553-37-1.
- Hara, Tameichi (1961). Japanese Destroyer Captain. New York & Toronto: Ballantine Books. ISBN 0-345-27894-1.
- Hayashi, Saburo (1959). Kogun: The Japanese Army in the Pacific War. Marine Corps. Association. ASIN B000ID3YRK.
- Hornfischer, James D. (2011). Neptune's Inferno: The U.S. Navy at Guadalcanal. New York: Bantam Books. ISBN 978-0-553-80670-0.
- Jersey, Stanley Coleman (2008). Hell's Islands: The Untold Story of Guadalcanal. College Station, Texas: Texas A&M University Press. ISBN 1-58544-616-5.
- Kilpatrick, C. W. (1987). Naval Night Battles of the Solomons. Exposition Press. ISBN 0-682-40333-4.
- Loxton, Bruce; Chris Coulthard-Clark (1997). The Shame of Savo: Anatomy of a Naval Disaster. Australia: Allen & Unwin Pty Ltd. ISBN 1-86448-286-9.
- Lundstrom, John B. (2005). The First Team And the Guadalcanal Campaign: Naval Fighter Combat from August to November 1942. Naval Institute Press. ISBN 1-59114-472-8.
- Manchester, William (1979). Goodbye, Darkness A Memoir of the Pacific. Boston: Little, Brown, and Company. ISBN 0-316-54501-5.
- McGee, William L. (2002). The Solomons Campaigns, 1942–1943: From Guadalcanal to Bougainville—Pacific War Turning Point, Volume 2 (Amphibious Operations in the South Pacific in WWII). BMC Publications. ISBN 0-9701678-7-3.
- Miller, Thomas G. (1969). Cactus Air Force. Admiral Nimitz Foundation. ISBN 0-934841-17-9.
- Morison, Samuel Eliot (1958). The Struggle for Guadalcanal, August 1942 – February 1943, vol. 5 of History of United States Naval Operations in World War II. Boston: Little, Brown and Company. ISBN 0-316-58305-7.
- Murray, Williamson; Allan R. Millett (2001). A War To Be Won: Fighting the Second World War. United States of America: Belknap Press. ISBN 0-674-00680-1.
- Peatross, Oscar F. (1995).  McCarthy, John P.; Clayborne, John (red.). Bless 'em All: The Raider Marines of World War II. Review. ISBN 0-9652325-0-6.
- Rottman, Gordon L. (2005).  Dr. Duncan Anderson (red.). Japanese Army in World War II: The South Pacific and New Guinea, 1942–43. Oxford and New York: Osprey. ISBN 1-84176-870-7.
- Smith, Michael T. (2000). Bloody Ridge: The Battle That Saved Guadalcanal. New York: Pocket. ISBN 0-7434-6321-8.
- Toland, John (1970). The Rising Sun: The Decline and Fall of the Japanese Empire, 1936–1945. Vol. 2003. New York: The Modern Library. ISBN 0-8129-6858-1.

### Eksterne kilder
- Anderson, Charles R. (1993). Guadalcanal. The U.S. Army Campaigns of World War II. United States Army Center of Military History. Arkiveret fra originalen 20. december 2007. Hentet 2006-07-09.
- Bullard, Steven (translator) (2007). Japanese army operations in the South Pacific Area New Britain and Papua campaigns, 1942–43. Senshi Sōshō (oversatte uddrag). Canberra: Australian War Memorial. ISBN 978-0-9751904-8-7. {{cite book}}: |first= har et generisk navn (hjælp)
- Hough, Frank O.; Ludwig, Verle E.; Shaw, Henry I., Jr. (Unknown date). "Pearl Harbor to Guadalcanal". History of U.S. Marine Corps Operations in World War II. Hentet 2006-05-16. {{cite web}}: Tjek datoværdier i: |date= (hjælp)
- Miller, John, Jr. (1959). "Cartwheel: The Reduction of Rabaul". United States Army in World War II: The War in the Pacific. Office of the Chief of Military History, U.S. Department of the Army. s. 418. Hentet 2006-10-20.
- Miller, John Jr. (1995) [1949]. Guadalcanal: The First Offensive. United States Army in World War II. United States Army Center of Military History. Arkiveret fra originalen 25. december 2007. Hentet 2006-07-04.
- Parshall, Jon. "Imperial Japanese Navy Page (Combinedfleet.com)". Hentet 2006-06-14. {{cite web}}: Ukendt parameter |coauthors= ignoreret (|author= foreslået) (hjælp)
- Shaw, Henry I. (1992). "First Offensive: The Marine Campaign For Guadalcanal". Marines in World War II Commemorative Series. Hentet 2006-07-25.
- U.S. Navy. "Chapter XXV: Campaign in the Solomons". Building the Navy's Bases in World War II: History of the Bureau of Yards and Docks and the Civil Engineer Corps, 1940–1946. U.S. Department of the Navy, Bureau of Yards and Docks. Hentet 2006-12-08.
- Zimmerman, John L. (1949). "The Guadalcanal Campaign". Marines in World War II Historical Monograph. Hentet 2006-07-04.

## Yderligere information

### Bøger
- Braun, Saul M. (1969). The struggle for Guadalcanal (American battles and campaigns). Putnam. ISBN 1-59114-114-1.
- Christ, James F. (2007). Battalion of the Damned: The 1st Marine Paratroopers at Gavutu and Bloody Ridge, 1942. Naval Institute Press. ASIN B0006C4F62.
- Coggins, Jack (1972). The campaign for Guadalcanal;: A battle that made history. DoubleDay. ISBN 0-385-04354-6.
- Crawford, John (1992). New Zealand's Pacific frontline: Guadalcanal-Solomon Islands Campaign, 1942–45. New Zealand Defence Force. ISBN 0-473-01537-4.
- D'Albas, Andrieu (1965). Death of a Navy: Japanese Naval Action in World War II. Devin-Adair Pub. ISBN 0-8159-5302-X.
- DeBlanc, Jefferson (2008). Guadalcanal Air War, The: Col. Jefferson DeBlanc's Story. Pelican. ISBN 978-1-58980-587-3.
- Farrington, Arthur C. (1994). The Leatherneck Boys: A Pfc at the Battle for Guadalcanal. Sunflower University Press. ISBN 0-89745-180-5.
- Feldt, Eric Augustus (1946 (original text), 1991 (this edition)). The Coastwatchers. Victoria, Australia: Penguin Books. ISBN 0-14-014926-0. {{cite book}}: Tjek datoværdier i: |year= (hjælp)
- Hersey, John (2002 (Paperback edition)). Into the Valley: Marines at Guadalcanal. Bison Books. ISBN 0-8032-7328-2. {{cite book}}: Tjek datoværdier i: |year= (hjælp)
- Hornfischer, James D. (2011). Neptune's Inferno: The U.S. Navy at Guadalcanal. New York: Bantam Books. ISBN 978-0-553-80670-0.
- Hoyt, Edwin P. (1982). Guadalcanal. Military Heritage Press. ISBN 0-88029-184-2.
- Hubler, Richard G.; Dechant, John A (1944). Flying Leathernecks – The Complete Record of Marine Corps Aviation in Action 1941–1944. Garden City, New York: Doubleday, Doran & Co., Inc.
- Leckie, Robert (2001 (reissue)). Helmet for my Pillow. ibooks, Inc. ISBN 1-59687-092-3. {{cite book}}: Tjek datoværdier i: |year= (hjælp)
- Leckie, Robert (1999). Challenge For The Pacific: the Bloody Six-month Battle Of Guadalcanal. Da Capo Press. ISBN 0-306-80911-7.
- Lord, Walter (1977 (Reissue 2006)). Lonely Vigil; Coastwatchers of the Solomons. New York: Naval Institute Press. ISBN 1-59114-466-3. {{cite book}}: Tjek datoværdier i: |year= (hjælp)
- Lundstrom, John B. (2006). Black Shoe Carrier Admiral: Frank Jack Fletcher at Coral Seas, Midway & Guadalcanal. Annapolis, Maryland, USA: Naval Institute Press. ISBN 1-59114-475-2.
- Marion, Ore J. (2004). On the Canal: The Marines of L-3-5 on Guadalcanal, 1942. Stackpole Books. ISBN 0-8117-3149-9. {{cite book}}: Ukendt parameter |coauthors= ignoreret (|author= foreslået) (hjælp)
- Merillat, Herbert Christian (1982). Guadalcanal Remembered. University Alabama Press. ISBN 0-8173-1290-0.
- Merillat, Herbert L. (1944). The Island: A History of the First Marine Division on Guadalcanal, August 7 – December 9, 1942. Houghton Mifflin Company. ASIN B0007DORUE.
- Miller Jr., John (1995 (reissue of 1949)). Guadalcanal: The First Offensive. United States Army in World War II. Washington, D.C.: United States Army Center of Military History. CMH Pub 5-3. Arkiveret fra originalen 25. december 2007. Hentet 14. februar 2012. {{cite book}}: Tjek datoværdier i: |year= (hjælp)
- Mueller, Joseph (1992). Guadalcanal 1942: The Marines Strike Back. Osprey. ISBN 1-85532-253-6.
- Parkin, Robert Sinclair (1995). Blood on the Sea: American Destroyers Lost in World War II. Da Capo Press. ISBN 0-306-81069-7.
- Poor, Henry Varnum (1994). The Battles of Cape Esperance, 11 October 1942 and Santa Cruz Islands, October 26, 1942 (Combat Narratives. Solomon Islands Campaign, 4–5). Naval Historical Center. ISBN 0-945274-21-1. {{cite book}}: Ukendt parameter |coauthors= ignoreret (|author= foreslået) (hjælp)
- Radike, Floyd W. (2003). Across the Dark Islands: The War in the Pacific. New York: Presidio Press. ISBN 0-89141-774-5.
- Richter, Don (1992). Where the Sun Stood Still: The Untold Story of Sir Jacob Vouza and the Guadalcanal Campaign. Toucan. ISBN 0-9611696-3-X.
- Rose, Lisle Abbott (2002). The Ship that Held the Line: The USS Hornet and the First Year of the Pacific War. Bluejacket Books. ISBN 1-55750-008-8.
- Rottman, Gordon L. (2004). U.S. Marine Corps Pacific Theater of Operations 1941–43. Oxford: Osprey. ISBN 1-84176-518-X. {{cite book}}: Ukendt parameter |coauthors= ignoreret (|author= foreslået) (hjælp)
- Smith, George W. (2003). The Do-or-Die Men: The 1st Marine Raider Battalion at Guadalcanal. Pocket. ISBN 0-7434-7005-2.
- Stafford, Edward P. (2002 (reissue)). The Big E: The Story of the USS Enterprise. Naval Institute Press. ISBN 1-55750-998-0. {{cite book}}: Tjek datoværdier i: |year= (hjælp); Ukendt parameter |coauthors= ignoreret (|author= foreslået) (hjælp)
- Tregaskis, Richard (1943). Guadalcanal Diary. Random House. ISBN 0-679-64023-1.
- Twining, Merrill B. (1996). No Bended Knee: The Battle for Guadalcanal. Novato, California, USA: Presidio Press. ISBN 0-89141-826-1.
- Walker, Charles H. (2004). Combat Officer: A Memoir of War in the South Pacific. New York: Presidio Press. ISBN 0-345-46385-4.
- Werstein, Irving (1963). Guadalcanal. Crowell. ASIN B0007E0AQI.

### Eksterne kilder
- Australian War Memorial (Undated). "Secondary Bibliography by Author" (bibliografi over japanske kilder). Australia-Japan Research Project. Hentet 2008-11-06. {{cite web}}: Tjek datoværdier i: |year= (hjælp)
- Burbeck, James (2008). "The Guadalcanal Campaign". Flash animated combat map series at The War Times Journal.
- Cagney, James. "An Animated Map History of the Battle for Guadalcanal". HistoryAnimated.com. Arkiveret fra originalen 19. marts 2009. Hentet 2008-09-04.
- Craven, Wesley Frank. "Vol. IV, The Pacific: Guadalcanal to Saipan, August 1942 to July 1944". The Army Air Forces in World War II. U.S. Office of Air Force History. Hentet 2006-10-20. {{cite web}}: Ukendt parameter |coauthors= ignoreret (|author= foreslået) (hjælp)
- Dillard, Nancy R. (20. maj 1997). "Operational Leadership: A Case Study of Two Extremes during Operation Watchtower" (PDF). Joint Military Operations Department, Naval War College. Arkiveret fra originalen (Academic report) 1. december 2012. Hentet 2009-08-04.
- Dyer, George Carroll. "The Amphibians Came to Conquer: The Story of Admiral Richmond Kelly Turner". United States Government Printing Office. Hentet 2006-10-20.
- Emberton, Keith D. (1. maj 1996). "Operational Leadership Once Beyond the Culminating Point: Perspectives on Calculated Tactical Risk to Achieve Operational Success" (PDF). Joint Military Operations Department, Naval War College. Arkiveret fra originalen (Academic report) 28. september 2012. Hentet 2009-08-04.
- Garrett, James R. "James R. "Rube" Garrett A Marine Diary: My Experiences on Guadalcanal". An Eyewitness Account of the Battle of Guadalcanal. Arkiveret fra originalen 11. februar 2007. Hentet 14. februar 2012.
- Gillespie, Oliver A. (1952). "The Official History of New Zealand in the Second World War, 1939–1945; The Battle for the Solomons (Chapter 7)". New Zealand Electronic Text Center. Hentet 2006-07-11.
- Hoffman, Jon T. (1995). "From Makin to Bougainville: Marine Raiders in the Pacific War" (brochure). World War II Commemorative Series. Marine Corps Historical Center. Hentet 2006-08-29.
- Hoffman, Jon T. "Silk Chutes and Hard Fighting: U.S. Marine Corps Parachute Units in World War II". Commemorative series. Marine Corps History and Museums Division. s. 1. Hentet 2006-12-26.
- Mersky, Peter B. (1993). "Time of the Aces: Marine Pilots in the Solomons, 1942–1944". Marines in World War II Commemorative Series. History and Museums Division, Headquarters, U.S. Marine Corps. Hentet 2006-10-20.
- Newell, Clayton R. (2003). "Central Pacific". The U.S. Army Campaigns of World War II. United States Army Center of Military History. Arkiveret fra originalen 2. februar 2012. Hentet 2008-08-06.
- Japanese Operations in the Southwest Pacific Area, Volume II – Part I. Reports of General MacArthur. United States Army Center of Military History. Arkiveret fra originalen 25. januar 2008. Hentet 2006-12-08. – Oversættelse til engelsk af den officielle beskrivelse fra det japanske demobiliseringskontor, som giver detaljer om den japanske hær og flådes deltagelse i det sydvestlige stillehavsområde under Stillehavskrigen.
- U.S. Army Air Forces (1992 (genudgivelse)). "Pacific Counterblow: The 11th Bombardment Group and the 67th Fighter Squadron in the Battle for Guadalcanal". Wings at War. Office of Assistant Chief of Air Staff, Intelligence. Hentet 2006-12-08. {{cite web}}: Tjek datoværdier i: |date= (hjælp)

### Lyd og film
- Adams, M. Clay (Director) (1952). Victory at Sea- Episode 6: Guadalcanal (Video documentary). National Broadcasting Company (NBC) Film. – En episode fra en 26-episoders serie om søslag under 2. verdenskrig.
- Malick, Terrence (Director) (1998). The Thin Red Line (Feature-length film). 20th Century Fox Home Entertainment. – Filmudgave af James Jones' bog af samme navn om slaget på Guadalcanal.
- Marton, Andrew (Director) (1964). The Thin Red Line (Feature-length film). Allied Artists Pictures. – Filmudgave af James Jones' bog af samme navn om slaget på Guadalcanal.
- Montgomery, Robert (Director) (1960). The Gallant Hours (Feature-length film). United Artists. – biografisk film om Admiral Halsey under slaget om Guadalcanal
- Ray, Nicholas (Director) (1951). Flying Leathernecks (Feature-length film). RKO Radio Pictures. – Fiktionsdrama om amerikanske marinepiloter i slaget om Guadalcanal.
- Seiler, Lewis (Director) (1943). Guadalcanal Diary (Feature-length film). 20th Century Fox Film Corporation. – Filmudgave af Tregaskis' bog, som er nævnt ovenfor.
- Van Patten, Tim (Director) (2010). The Pacific (TV Miniserie). HBO, Seven Network, DreamWorks. – "Part One1" og "Part Two" drejer sig om slaget på Guadalcanal.
- Video med historiske optagelser fra slaget om Guadalcanal

9°25′S 160°0′Ø / 9.417°S 160.000°Ø